# Autodrom (lunapark)

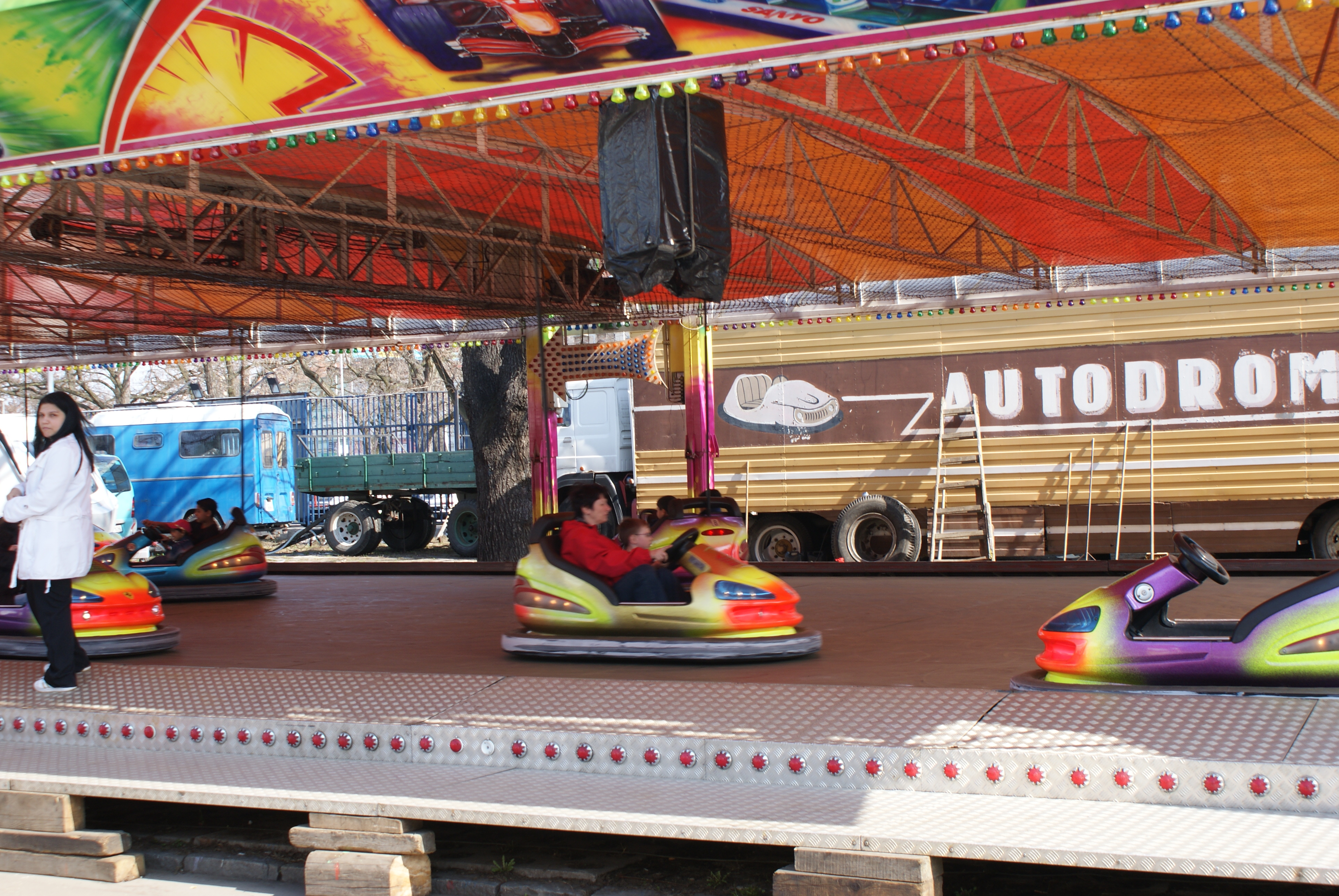
Autodrom na Matějské pouti

Autodrom je typ atrakce v zábavním parku s elektrickými autíčky pro děti a dospělé. Autodrom tvoří většinou velká plocha obdélníkového půdorysu, po které se po nějakou určitou dobu pohybují autíčka, řízená buď samotnými dětmi, nebo jejich rodiči. Autíčka pohání většinou elektřina, kterou získávají z drátové sítě, umístěné na stropě celého areálu. Aby se nikdo nezranil, jsou všechna z boku obehnána gumovým pásem; podobný je umístěn také po obvodu plochy, po které se na autodromu jezdí. Hlavní zábava spočívá v tom, že do sebe autíčka s dětmi velmi často narážejí.